# 溫科韋
48°28′23″N 22°23′23″E / 48.47306°N 22.38972°E
溫科韋（烏克蘭語：Вінкове），是烏克蘭的村落，位於該國西部外喀爾巴阡州，由穆卡切沃區負責管轄，面積0.42平方公里，海拔高度102米，2001年人口76，人口密度每平方公里182.25人。